# Голдфингер (фильм, 2023)
«Голдфингер» (иер. трад. 金手指, кант.-рус.: Кам сау чи, буквально: «Золотой палец», англ. The Goldfinger) — гонконгская криминальная драма 2023 года режиссёра и сценариста Феликса Чона с участием Тони Люна и Энди Лау. События фильма разворачиваются в Гонконге вокруг конгломерата Carrian Group, быстро возросшей, но вскоре рухнувшей из-за коррупционного скандала гонконгской корпорации.
При бюджете в 350 млн гонконгских долларов производство фильма стартовало в феврале 2021 года и завершилось 24 мая 2021 года. Гонконгская и мировая премьера состоялась 30 декабря 2023 года.

## Сюжет
Когда обвал фондового рынка приводит к внезапному краху многомиллиардной компании, главный следователь НКБК Лау Кхайюнь раскрывает преступный сговор с участием основателя компании Генри Чхина и оказывается втянутым в длительное расследование.
НКБК, основанная в 1974 году, предъявила обвинения многим коррумпированным сотрудникам. Вследствие этого сотрудники полиции устраивают беспорядки в её офисе во главе с сержантом, которого Кхайюнь уговаривает уйти после окончания протестов. Чтобы успокоить протестующих, правительство объявляет амнистию за любые мелкие правонарушения, имевшие место до начала 1977 года.
Два года спустя Генри Чхин покидает Сингапур после увольнения из сектора жилищного строительства. Он приезжает в Гонконг, пытаясь найти работу инженера, пока не встречает Чан Кимкхиу. Он, которого намеренно вводят в заблуждение, заставив поверить, что Генри более успешен, чем он был на самом деле, соглашается с ним сотрудничать. Они развивают партнёрские отношения и зарабатывают миллионы на недвижимости в течение следующих одиннадцати лет, создавая компанию Carmen Century, названную в честь ассистентки Генри по имени Кармен. За это время Генри удаётся развивать больше предприятий и заключать больше сделок с помощью подкупа и женщин.
Тем временем Кхайюнь возглавляет расследование НКБК в отношении Генри. Хотя ему удаётся получить ордер на арест, Генри избегает судебного преследования за любое из своих преступлений. Дела, казалось бы, идут хорошо, пока в 1982-1983 годах не происходит обвал фондового рынка, осложняющий отношения Генри с Кимкхиу, чья компания, скорее всего, обанкротится из-за преследования полиции. Кимкхиу грозится забрать Генри с собой, если тот не позвонит своему покровителю Мушарре Хафа, который в итоге даст им всего пять миллионов долларов вместо обещанных двадцати. Адвокат Генри, Кельвин, инструктирует всех, кто замешан в этом деле, либо придерживаться заранее утверждённой версии, либо хранить молчание в случае ареста.
Вскоре после этого Кимкхиу исчезает, и его судьба остаётся неизвестной: то ли он скрылся, то ли был ликвидирован после попытки скрыться с пятью миллионами долларов. Генри соглашается сотрудничать со следствием при условии, что его подчинённые будут освобождены. Однако следствие не находит никаких улик в его сейфе. Все подчинённые Генри убиты по его приказу, включая жену-модель Хо Хоуваня, чтобы вынудить дать показания в его пользу. Даже Кельвина находят мёртвым с подозрением на самоубийство, несмотря на то, что его тело приковано цепями в его бассейне.
Месяц спустя Генри предстаёт перед судом, но с него снимают все обвинения, когда сын Кимкхиу выступает с заявлением и берёт вину за мошенничество и взяточничество на себя (в результате чего он отправляется за решётку на четырнадцать лет). Желая засадить Генри, Кхайюнь выслеживает Хафу в Великобритании, где тот содержится в тюрьме, и пытается убедить его приехать в Гонконг для дачи показаний. Хафа признаётся, что Генри манипулировал им, и раскрывает личность тайного агента по имени Венсекала. Узнав, кем был этот агент, Генри якобы организовал его убийство. Однако предполагаемый убийца позже отрицал, что был нанят Генри. Хафа отказывается возвращаться в Гонконг, опасаясь за свою жизнь, особенно после того, как судья на предыдущем процессе по делу Генри погиб в подозрительной автокатастрофе.
В 1988 году Генри снова предстаёт перед судом, когда, по данным ФБР, американские банкиры были арестованы за получение взяток от Генри и предоставление займов Carmen Century. Генри снова выкручивается, когда его адвокат ссылается на конфликт интересов, поскольку судья, ведущий это дело, купил акции Carmen Century семь лет назад, что побуждает судью объявить судебное разбирательство незаконным.
В 1996 году Кхайюнь получает приказ об экстрадиции Хафы в Гонконг для дачи показаний против Генри, что приводит к новому судебному разбирательству. На этот раз Генри признают виновным. Кхайюнь размышляет о том, стоило ли десятилетнее преследование того, что Генри приговаривают к трём годам лишения свободы. Несколько лет спустя Carmen Century ликвидируют. Основные кредиторы получают компенсацию, но основные акционеры в итоге не получают ничего.

## В ролях
| Актёр       | Персонаж          |
| ----------- | ----------------- |
| Тони Люн    | Генри Чхин Ятъинь |
| Энди Лау    | Лау Кхайюнь       |
| Шарлин Чхой | Кармен Чён        |
| Саймон Ям   | Чан Кимкхиу       |
| Карлос Чань | Хо Хоувань        |
| Майкл Нин   | Ям Чхун           |
| Филип Кён   | Мушарра Хафа      |
| Алекс Фон   | Кельвин           |
| Тхай Поу    | У Жэньсун         |
| Чинь Калок  | сержант           |
| Анита Юнь   | судья в 1996 году |

## Награды и номинации
| Год  | Кинопремия                                                           | Категория                                    | Лауреат / претендент          | Результат | Источник |
| ---- | -------------------------------------------------------------------- | -------------------------------------------- | ----------------------------- | --------- | -------- |
| 2025 | 30-я церемония награждения Кинопремии Общества кинокритиков Гонконга | «Лучший режиссёр»                            | Феликс Чон                    | Номинация | [ 8 ]    |
| 2025 | 30-я церемония награждения Кинопремии Общества кинокритиков Гонконга | «Лучший сценарий»                            | Феликс Чон                    | Номинация | [ 8 ]    |
| 2025 | 30-я церемония награждения Кинопремии Общества кинокритиков Гонконга | «Лучшая мужская роль»                        | Тони Люн                      | Номинация | [ 8 ]    |
| 2025 | 30-я церемония награждения Кинопремии Общества кинокритиков Гонконга | Films of Merit                               | —                             | Победа    | [ 8 ]    |
| 2025 | 17-я церемония награждения Азиатской кинопремии                      | «Лучший актёр»                               | Тони Люн                      | Номинация | [ 9 ]    |
| 2025 | 17-я церемония награждения Азиатской кинопремии                      | «Лучший дизайн костюмов»                     | Мань Нимчун                   | Победа    | [ 9 ]    |
| 2025 | 17-я церемония награждения Азиатской кинопремии                      | «Лучшая работа художника»                    | Эрик Лам                      | Победа    | [ 9 ]    |
| 2025 | Премия Гильдии сценаристов Гонконга 2023                             | «Лучший киноперсонаж года»                   | Тони Люн                      | Номинация | [ 10 ]   |
| 2025 | 42-я церемония награждения Гонконгской кинопремии                    | «Лучший фильм»                               | «Голдфингер»                  | Номинация | [ 11 ]   |
| 2025 | 42-я церемония награждения Гонконгской кинопремии                    | «Лучшая режиссура»                           | Феликс Чон                    | Номинация | [ 11 ]   |
| 2025 | 42-я церемония награждения Гонконгской кинопремии                    | «Лучший сценарий»                            | Феликс Чон                    | Номинация | [ 11 ]   |
| 2025 | 42-я церемония награждения Гонконгской кинопремии                    | «Лучшая мужская роль»                        | Тони Люн                      | Победа    | [ 11 ]   |
| 2025 | 42-я церемония награждения Гонконгской кинопремии                    | «Лучшая операторская работа»                 | Энтони Пхунь                  | Победа    | [ 11 ]   |
| 2025 | 42-я церемония награждения Гонконгской кинопремии                    | «Лучшая киномонтажная работа»                | Уильям Чжан, Курран Пхан      | Номинация | [ 11 ]   |
| 2025 | 42-я церемония награждения Гонконгской кинопремии                    | «Лучший арт-директор (художник-постановщик)» | Эрик Лам                      | Победа    | [ 11 ]   |
| 2025 | 42-я церемония награждения Гонконгской кинопремии                    | «Лучший дизайн костюмов и грима»             | Мань Нимчун                   | Победа    | [ 11 ]   |
| 2025 | 42-я церемония награждения Гонконгской кинопремии                    | «Лучшая музыка к фильму»                     | Дэй Тай                       | Номинация | [ 11 ]   |
| 2025 | 42-я церемония награждения Гонконгской кинопремии                    | «Лучшая песня»                               | «Давай поднимемся на вершину» | Номинация | [ 11 ]   |
| 2025 | 42-я церемония награждения Гонконгской кинопремии                    | «Лучшие спецэффекты»                         | Лик Вон, Бенсон Пхунь         | Победа    | [ 11 ]   |
| 2025 | 42-я церемония награждения Гонконгской кинопремии                    | «Лучшая музыка»                              | Нопават Ликитвонг             | Победа    | [ 11 ]   |